# Sergey Brin
Sergey Mikhaylovich Brin (rusă Серге́й Миха́йлович Брин; n. 21 august 1973, Moscova, RSFS Rusă, URSS) este un informatician și om de afaceri american, evreu originar din Rusia, cofondator al companiei Google, împreună cu Lawrence Edward „Larry” Page.

## Filmografie
| An   | Titlu     | Rol               | Regizor    |
| ---- | --------- | ----------------- | ---------- |
| 2013 | Stagiarii | Rolul său (cameo) | Shawn Levy |

## Viața personală
Pe 7 noiembrie 2018, s-a căsătorit cu Nicole Shanahan, o fondatoare a tehnologiei juridice. Au o fiică, născută la sfârșitul anului 2018. Brin și Shanahan s-au separat pe 15 decembrie 2021, iar Brin a cerut divorțul pe 4 ianuarie 2022. Potrivit unui raport din Wall Street Journal, cauza despărțirii lor a fost o aventură între Shanahan și Elon Musk, o afirmație respinsă de Musk și Shanahan.